# Soengas
Soengas é uma povoação portuguesa do Município de Vieira do Minho que foi sede da extinta Freguesia de Soengas, freguesia que tinha 2,22 km² de área e 148 habitantes (2011), e, por isso, uma densidade populacional de 66,7 hab/km².
A Freguesia de Soengas foi extinta (agregada) pela reorganização administrativa de 2012/2013, tendo o seu território sido integrado na então criada União das Freguesias de Caniçada e Soengas.

## Lugares
Além da sede, a Freguesia de Soengas compreendia os lugares de Calvelos, Campo, Além, Portelinha, São Martinho, Vale de Cuba, Vilares e Várzea.

## População
| População da freguesia de Soengas | População da freguesia de Soengas | População da freguesia de Soengas | População da freguesia de Soengas | População da freguesia de Soengas | População da freguesia de Soengas | População da freguesia de Soengas | População da freguesia de Soengas | População da freguesia de Soengas | População da freguesia de Soengas | População da freguesia de Soengas | População da freguesia de Soengas | População da freguesia de Soengas | População da freguesia de Soengas | População da freguesia de Soengas |
| --------------------------------- | --------------------------------- | --------------------------------- | --------------------------------- | --------------------------------- | --------------------------------- | --------------------------------- | --------------------------------- | --------------------------------- | --------------------------------- | --------------------------------- | --------------------------------- | --------------------------------- | --------------------------------- | --------------------------------- |
| 1864                              | 1878                              | 1890                              | 1900                              | 1911                              | 1920                              | 1930                              | 1940                              | 1950                              | 1960                              | 1970                              | 1981                              | 1991                              | 2001                              | 2011                              |
| 160                               | 181                               | 176                               | 150                               | 169                               | 167                               | 164                               | 187                               | 218                               | 226                               | 216                               | 223                               | 190                               | 161                               | 148                               |

## História
Vem já referida no livro Liber Fidei, em tratado de 1043, onde esta serve de moeda de troca para proteccionismo à condessa D. Ilduara. Também vem referenciada nas Inquirições de 1220, como pertencente à terra de Penafiel de Soaz. A sua toponímia deriva da palavra do antigo português "sodenga" a que caiu o "d" intervocálico, que significa ermo, deserto, aludindo ao seu isolamento geográfico.
É a terra natal de João Barbosa, conhecido hoje por Frei Fabiano de Cristo.
Soengas Dista 8 km da sede do município, situada na margem esquerda do rio Cávado. Aproveitou o foral manuelino concedido a Ribeira de Soaz a 16 de Julho de 1515, de cujo concelho fez parte até meados do século XIX. Foi vigairaria da apresentação do abade de São Martinho de Ventosa, passando depois a reitoria.
Têm interesse patrimonial a Casa dos Barbosas (com capela), em Soengas, Casa e Capela de Calvelos (setecentista, reconstruída na década de 80), em Calvelos e, imóvel turístico de grande qualidade, a Pousada de São Bento.

## Património
- Igreja Paroquial
- Capela da Abadia
- Casa e Capela dos Barbosas
- Casa e Capela de Calvelos